# Park Militarny Muzeum Wojska w Białymstoku
Park Militarny w Białymstoku – oddział Muzeum Wojska w Białymstoku.

## Historia
Park Militarny to pomysł zgłoszony do budżetu obywatelskiego z 2018 roku. Oficjalne otwarcie nastąpiło 14 maja 2022 r. podczas Nocy Muzeów. Do najcenniejszych eksponatów parku należą m.in. polska kuchnia polowa wz. 31, biedka amunicyjna wz. 33, taczanka wz. 36 czy samochód pancerny FAI.

## Eksponaty
W Parku Militarnym można oglądać m.in.:

### Czołgi
- T-34/85,  ZSRR
- kopuła jednej z dwóch wież pomocniczych radzieckiego czołgu średniego T-28,  ZSRR
- lufa od niemieckiego działa szturmowego Sturmgeschütz III,  III Rzesza

### Działa pancerne
- ASU-85,  ZSRR

### Wyrzutnie rakietowe
- BM-13 na podwoziu samochodu ciężarowego ZiS-151,  ZSRR

### Artyleria
- Armata przeciwpancerna wz. 36,  Polska
- 76 mm armata polowa wz. 1902  Imperium Rosyjskie/ ZSRR
- 76 mm armata pułkowa wz. 1927,  ZSRR
- 76 mm armata pułkowa wz. 1943,  ZSRR
- 76 mm armata dywizyjna wz. 1942 (ZiS-3),  ZSRR
- 37 mm armata przeciwlotnicza wz. 1939 (61-K),  ZSRR
- 45 mm armata przeciwpancerna wz. 1937 (53-K),  ZSRR
- 57 mm armata przeciwpancerna wz. 1943 (ZiS-2),  ZSRR
- 85 mm armata przeciwpancerna D-44,  ZSRR
- 122 mm haubica wz. 1938 (M-30),  ZSRR
- 120 mm moździerz wz. 1943,  ZSRR
- AK-230,  ZSRR
- 2S19 Msta-S,  ZSRR/ Rosja

### Pojazdy Kołowe
- biedka amunicyjna wz. 33,  Polska
- taczanka wz. 36,  Polska
- samochód pancerny FAI,  ZSRR (obecnie remontowany przez Politechnikę Białostocką)
- motocykl M-72,  ZSRR
- GAZ-67 B,  ZSRR
- GAZ 69 A,  ZSRR
- ZiŁ-130/Latarnia KNS-1PM2 – kodowo-neonowa latarnia lotniskowa,  ZSRR
- Star 660 M1 wyposażony w instalację rozlewczą do odkażania IRS,  Polska

### Kuchnie polowe
- kuchnia polowa wz. 31,  Polska
- kuchnia polowa wz. 320/51,  Polska

### Kutry
- morski kuter rozpoznawczy Jesion,  Polska

### Samoloty
- PZL-Mielec Lim-5,  Polska